# Турангі
Турангі – газоконденсатне родовище на Північному острові Нової Зеландії, що належить до басейну Таранакі.
Родовище виявили у 2005 році унаслідок спорудження розвідувальної свердловини Turangi-1. Запаси вуглеводнів виявились пов’язаними із пісковиками еоценових формацій Мангахева та Каіміро, що залягають на глибинах 3,5 – 4,6 кілометра.
Розробка родовища почалась вже у 2006 році, а для видачі газу облаштували перемичку до газопроводу Мауї.
Станом на 2008 рік видобувні запаси Турангі оцінювались у 3,9 млрд м3 газу та 4,6 млн барелів конденсату. Втім, в подальшому виявилось що фактичний ресурс ділянки вище, так, лише за 2013 – 2023 роки вилучили еквівалент 137 петаджоулів, що дорівнює 3,7 млрд м3 газу стандартної теплотворної здатності. При цьому починаючи з 2016-го видобуток суттєво зріс і в 2023-му досягнув максимуму з початку розробки (на той момент) на рівні 0,53 млрд м3 газу стандартної теплотворної здатності. 
Проектом опікується компанія Greymouth Petroleum.